# Mable Preach
Mable Preach (* 1982 in Ghana) ist eine deutsche Theaterregisseurin, Performerin und Choreografin, deren Arbeiten häufig biografische Flucht- und Ankunftserzählungen sowie antirassistische Sichtweisen ins Zentrum rücken und ein diverses, oft junges Publikum ansprechen. Bekanntheit erlangte sie u. a. mit der Stückentwicklung K(no)w Black Heroes (Uraufführung am 10. Februar 2023, Schauspiel Hannover) und der Musiktheaterproduktion Opera of Hope (Premiere im Januar 2025, Kampnagel Hamburg). Für Emb*race Your Crown** wurde Preach 2022 in der neu geschaffenen Kategorie „Genrespringer“ für den Deutschen Theaterpreis Der Faust nominiert.

## Leben
Preach wurde 1982 in Ghana geboren; Anfang der 1980er-Jahre floh ihre Familie vor politischer Verfolgung nach dem Machtantritt von Jerry Rawlings nach Europa und später nach Deutschland. Sie wuchs in Hamburg (Bezirk Nord) auf und thematisierte später Erfahrungen von Ausgrenzung und Diskriminierung in ihrer künstlerischen Arbeit. Über die Beschäftigung mit afrikanischem Tanz kam sie zum Hip-Hop; mit 20 Jahren schloss sie sich dem „theater: playstation“ von David Chotjewitz an und studierte Medienmanagement. 2007 realisierte sie mit Ich träumte, ich träume im Hamburger Bunker ihre erste eigene Inszenierung und arbeitete anschließend u. a. mit Showcase Beat Le Mot, dem Ensemble Hajusom und dem Verein Lukulule zusammen. Gemeinsam mit Lukulule initiierte sie 2017 das Projekt und Festival Formation**Now zur spartenübergreifenden Vernetzung junger Künstler*innen; Preach fungierte dabei als Anleiterin und künstlerische Leiterin.

## Wirken
Ein Schwerpunkt von Preachs Arbeit liegt auf ermächtigenden, partizipativen Formaten, die marginalisierte Perspektiven hör- und sichtbar machen. Für das KRASS Kultur Crash Festival entwickelte sie 2021 gemeinsam mit Branko Šimić und Sophia Hussain das dokumentarische Real-Live-Game Escape the Room 2.0 – unlearn Racism (»Antirassismus-Parcours«), das Rassismuserfahrungen mit der Spielidee von Escape-Games verbindet. Am Schauspiel Hannover brachte sie 2023 die Stückentwicklung K(no)w Black Heroes zur Uraufführung, die Beiträge Schwarzer Erfinder*innen und Vorreiter*innen ins Zentrum stellte und in der Folgespielzeit fortgeführt wurde. 2024 folgte dort der Empowerment-Abend "I Am. We Are". Unter der neuen Intendanz von Sonja Anders kündigte das Thalia Theater in Hamburg die Übernahme von K(no)w Black Heroes sowie die Neuentwicklung No Body von Preach an.
Mit Opera of Hope (Kampnagel, 2025) verfolgt Preach eine »Dekolonisation der Ohren«, indem sie Oper, Gospel, Chor- und Sologesang zu einer Ankommenskundgebung verdichtet. Die Produktion entstand als zweiter Teil einer Trilogie im Rahmen einer dreijährigen Konzeptionsförderung der Hamburger Behörde für Kultur sowie Medien und arbeitet mit dem intergenerationellen CHOIR OF THE UNCIVILIZED VOICES. Darüber hinaus leitete Preach 2024 das Community-Projekt Imagine Freedom an der Elbphilharmonie.
Für Emb*race Your Crown** wurde sie 2022 für den Deutschen Theaterpreis Der Faust (Kategorie „Genrespringer“) nominiert.